# فهرست سفیران ایران در بوسنی و هرزگوین
پس از استقلال بوسنی و هرزگوین روابط سیاسی ایران با این کشور آغاز گردید.
- محمدابراهیم طاهریان‌فرد (۱۳۷۲–۱۳۷۶)
- همایون امیرخلیلی (۱۳۷۶–۱۳۸۰)
- سید محمود صدری (۱۳۸۰–۱۳۸۴)
- محمدرضا مرشدزاده (۱۳۸۴– ۱۳۸۵)
- احمد فرد حسینی (۱۳۸۵– ۱۳۸۸)
- غلامرضا یوسفی (اسفند ۱۳۸۸–۱۳۹۲)
- سید حسین رجبی (۱۳۹۲–۱۳۹۵)
- محمود حیدری (۱۳۹۵– شهریور ۱۳۹۹)
- غلامرضا قلیچ‌خان (شهریور ۱۳۹۹–۱۴۰۲)
- ابوذر ابراهیمی ترکمان[۱] (آبان ۱۴۰۲– تاکنون)